# Rick van der Ven
Rick Antonius van der Ven (* 14. April 1991 in Oss) ist ein niederländischer Bogenschütze.

## Werdegang
Van der Ven ist Maschinenbaustudent am ROC de Leijgraaf in Veghel. Er ist Mitglied beim Verein De Vriendenkring 1897 Schaijk und trainiert bei Wietse van Alten.
2009 wurde er in Ogden (USA) Junioren-Vizeweltmeister mit dem Recurvebogen. Zwei Jahre später, bei der Junioren-Weltmeisterschaft in Legnica, errang er die Silbermedaille im Mixed-Wettbewerb und die Bronzemedaille im Mannschaftswettbewerb. In der Einzelkonkurrenz wurde er Vierter.
Im Seniorenbereich wurde er 2010 bei der Europameisterschaft in Rovereto (Italien) jeweils Neunter im Einzel und mit der Mannschaft. Im Mai 2012 wurde er bei der Europameisterschaft in Amsterdam sowohl im Einzel wie auch mit der niederländischen Mannschaft Europameister. Damit qualifizierte er sich für die Olympischen Sommerspiele 2012 in London. Dort wurde er nach Niederlagen im Stechen gegen den Japaner Takaharu Furukawa im Halbfinale und den Chinesen Dai Xiaoxiang im Match um Platz 3 Vierter.
Bei den Weltmeisterschaften im Bogenschießen 2013 in Antalya (Türkei) gewann er zusammen mit Rick van den Oever und Sjef van den Berg die Silbermedaille im Mannschaftswettbewerb.
Seine Schwester Kirsten ist ebenfalls Mitglied der niederländischen Nationalmannschaft im Bogenschießen.